# Ginny Simms
Ginny Simms (25 de mayo de 1915 – 4 de abril de 1994) fue una cantante de Big Band así como actriz cinematográfica, principalmente bajo contrato con MGM.

## Biografía
Nacida en San Antonio (Texas), su carrera cinematográfica abarcó 11 películas entre 1939 y 1951, año en que se retiró. 
En sus inicios consideró la posibilidad de estudiar para ser concertista de piano, pero en vez de ello entró en la Universidad Estatal de California en Fresno. Estando allí empezó a actuar en producciones del campus, cantando con componentes de su hermandad e incluso formando un trío vocal. Poco después inició su carrera en solitario como cantante, y en 1932 tenía su propio programa en una emisora radiofónica local. 
También en 1932, pasó a ser vocalista de la orquesta de Tom Gerun en San Francisco (California), trabajando junto a otros vocalistas entre los que se incluían un joven Tony Martin y Woody Herman. En 1938 pasó a formar parte de la orquesta de Kay Kyser, grupo con el que trabajó a nivel nacional y actuó en la radio y el cine. Su primer film lo rodó con Kyser y Lucille Ball, That’s Right You’re Wrong (1939). Su relación con Kyser pudo acabar en matrimonio, pero finalmente dejó la banda en 1941, interpretando su propio show radiofónico. 
En el cine trabajó en películas como Here We Go Again, con Edgar Bergen, Charlie McCarthy y Fibber McGee and Molly (1942), Hit the Ice con Bud Abbott y Lou Costello (1943), Broadway Rhythm con George Murphy (1944), y fue Carole Hill en Night and Day (1946), película basada en la vida de la Cole Porter, con Cary Grant y Alexis Smith.
En 1951 Ginny Simms presentó un programa televisivo en Los Angeles Channel 11, KTTV, en el cual se presentaban bandas y talentos de unidades militares de la región del Sur de California.
Se casó en tres ocasiones. Su primer matrimonio, en 1945, fue con Hyatt von Dehn, fundador de la cadena hotelera Global Hyatt Corporation, y duró hasta 1951. Ese mismo año se casó con Bob Calhoun, del que se divorció en 1952. Finalmente, el 22 de junio de 1962 se casó con Don Eastvold, permaneciendo ambos casados hasta el fallecimiento de la artista, ocurrido el 4 de abril de 1994 en Palm Springs, California, a causa de un infarto agudo de miocardio. Está enterrada en el Cementerio Desert Memorial Park de Cathedral City, California.